# Anne Igartiburu Verdes
Anne Igartiburu Verdes (Elorrio, 18 de febrer de 1969) és una actriu i presentadora de televisió basca.
Va estudiar màrqueting i va començar a Goiena Telebista. Més tard es va passar a Euskal Telebista, Telecinco i TVE. Està divorciada del ballarí Igor Yebra, amb qui va tenir una filla, i també del director d'orquestra Pablo Heras-Casado, amb qui va tenir un fill, Nicolás, nascut el 13 de juny de 2016.

## TV
- Una pareja feliz (1994)
- El imperdible (1997)
- Maridos y mujeres (1997)
- Corazón de... (1997- 2008)
- ¡Mira quién baila! (2005- 2009)
- Cántame cómo pasó (2010, La 1)
- Un beso y una flor (2010, Castilla-La Mancha Televisión)
- +Gente, (2012-2013) (La 1)

## Com a actriu
- Luna negra (2004).
- El lápiz del carpintero Antón Reixa (2002)
- Star Trek:Insurrección de Jonathan Frakes (1998).

## Premis
- Antena de Oro 2006 i 2012